# Boarmia zernyaria
Boarmia zernyaria là một loài bướm đêm trong họ Geometridae.